# Macrostemum spectabilis
Macrostemum spectabilis är en nattsländeart som först beskrevs av Banks 1931.  Macrostemum spectabilis ingår i släktet Macrostemum och familjen ryssjenattsländor. Inga underarter finns listade i Catalogue of Life.